# Fabiano Caruana
Fabiano Luigi Caruana (Miami, 30 de julho de 1992) é um Grande Mestre de Xadrez ítalo-americano. Após tornar-se GM aos 14 anos, 11 meses e 20 dias, foi campeão italiano em 2007, 2008 e 2011. Caruana participa regularmente da Olimpíada de Xadrez pelos Estados Unidos, tendo participado das edições de 2008, 2010 e 2012, sendo o melhor resultado um 1º lugar em 2018.
Em 2013 situou-se entre as 10 pessoas mais inteligentes do mundo, segundo o site Top Ten Famous.
Seu rating é 2823, sendo considerado o segundo melhor enxadrista do mundo.
Caruana foi o desafiante do campeão Magnus Carlsen no Campeonato Mundial de Xadrez de 2018, e perdeu nas partidas rápidas de desempate, tendo o match regulamentar terminado com doze empates.